# Błogosławiona Izabela
Izabela Francuska, błogosławiona Izabela, franc. Isabelle de France (ur. w marcu 1225, zm. 23 lutego 1270 w Longchamp w Paryżu) – królewna francuska z dynastii Kapetyngów, córka Ludwika VIII Lwa i Blanki Kastylijskiej, dziewica, błogosławiona Kościoła katolickiego.

## Życiorys
Izabela urodziła się w 1225 roku jako jedenaste dziecko (a zarazem jedyna córka, która przeżyła dzieciństwo) króla Francji Ludwika Lwa i jego żony Blanki Kastylijskiej. Jej braćmi byli m.in. następca na tronie ojca Ludwik IX, hrabia Artois Robert I oraz król Sycylii i Neapolu Karol Andegaweński. Była kuzynką m.in. króla Anglii Henryka III oraz króla Kastylii i Leónu Ferdynanda III.
Od dzieciństwa przejawiała zamiłowanie do modlitwy, ascezy i życia zakonnego. Odmawiała noszenia kosztownych strojów i biżuterii oraz często pościła, co niepokoiło jej matkę, ponieważ królewna była słabego zdrowia. Izabela ograniczała swoje aktywności dworskie do minimum. Miała blond włosy, odznaczała się urodą oraz budziła ogromną sympatię wśród dworzan
W 1227 r. z woli matki została zaręczona z Hugonem, synem hrabiego Angoulême Hugona X Czarnego. Następnie cesarz Fryderyk II zaproponował małżeństwo Izabeli ze swoim synem, Konradem IV, jednak królewna odmówiła. W sprawie interweniował papież Innocenty IV, ale bezskutecznie. Izabela wiodła życie pod duchowym kierownictwem franciszkanów, poświęcając się modlitwie i działalności na rzecz najuboższych.
Wspólnie z najstarszym bratem Ludwikiem IX ufundowali klasztor w Longchamp, do którego sprowadziła Klaryski, a także razem z św. Bonawenturą ułożyła regułę klasztoru, która później została przejęta przez wszystkie wspólnoty Klarysek we Francji. 
Zmarła 23 lutego 1270 r. w Longchamp. Pochowana została w przyklasztornym kościele, który został zniszczony podczas Rewolucji francuskiej.

## Kult
Agnieszka d'Harcourt, dama nadworna Izabeli, autorka jej żywota, przytacza 40 wypadków cudownych uleczeń za wstawiennictwem Izabeli, a po rozpatrzeniu ich papież Leon X wyniósł ją do godności ołtarzy i wpisał ją do katalogu błogosławionych. Beatyfikacja miała miejsce w 1521 roku.
Jej wspomnienie liturgiczne w Kościele katolickim obchodzone jest 23 lutego.